# باريس تورز 1981
باريس تورز 1981 هو سباق دراجات هوائية، وهو الموسم رقم 75 من باريس تورز، وأقيم في 11 أكتوبر 1981.
فاز بالمركز الأول يان راس، وبالمركز الثاني فيردي فان دن هوت، وبالمركز الثالث Luc Colijn ‏.

## الفائزون
| الترتيب | الفائز           |
| ------- | ---------------- |
| الفائز  | يان راس          |
| الثاني  | فيردي فان دن هوت |
| الثالث  | Luc Colijn ‏      |